# 알렉산드르 사메도프
알렉산드르 세르게예비치 사메도프(러시아어: Александр Серге́евич Самедов, Aleksandr Səmədov, 1984년 7월 19일 ~ )는 러시아의 전 축구 선수이다. 현재 로코모티프 모스크바에서 스카우트로 일하고 있다.

## 축구인 경력

### 클럽 경력
스파르타크 모스크바 유소년 팀부터 뛰어난 재능으로 주목받았던 사메도프는 2003년 성인 팀에 데뷔하였다. 네비오 스칼라 감독이 지휘하던 2004년엔 주전으로 활약하였으나 알렉산드르스 스타르코우스 감독의 부임 후 주전 경쟁에서 밀려났고 결국 2005년 로코모티프 모스크바로 340만 유로의 이적료로 이적하였다. 하지만 로코모티프에서도 주전을 꿰차는 것에는 어려움을 겪었고 2008년 FC 모스크바로 이적하였다.
FC 모스크바에서 좋은 활약을 보인 뒤 디나모 모스크바를 거쳐 로코모티브 모스크바로 복귀하였다.

### 대표팀 경력
U-21 대표팀에 소집된 바 있으나 이후 대표팀과는 인연이 없다가 2011년 9월 성인 대표팀에 첫 발탁되었다. 10월 7일 슬로바키아와의 경기에서 A매치 데뷔전을 치렀다.
2014년 FIFA 월드컵 예비 엔트리에 포함되었다.